# Nationalteatern, Brno

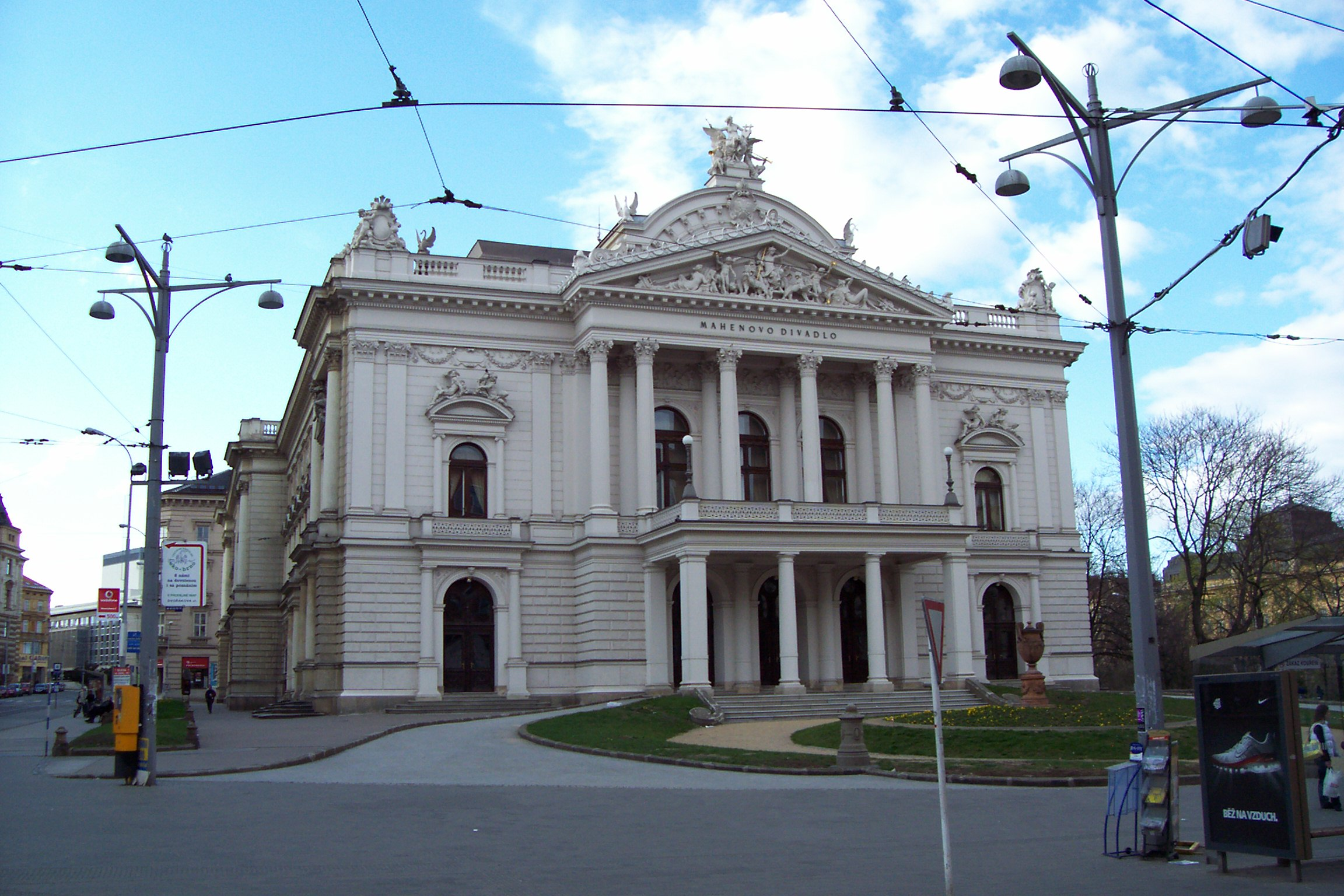
Mahenteatern

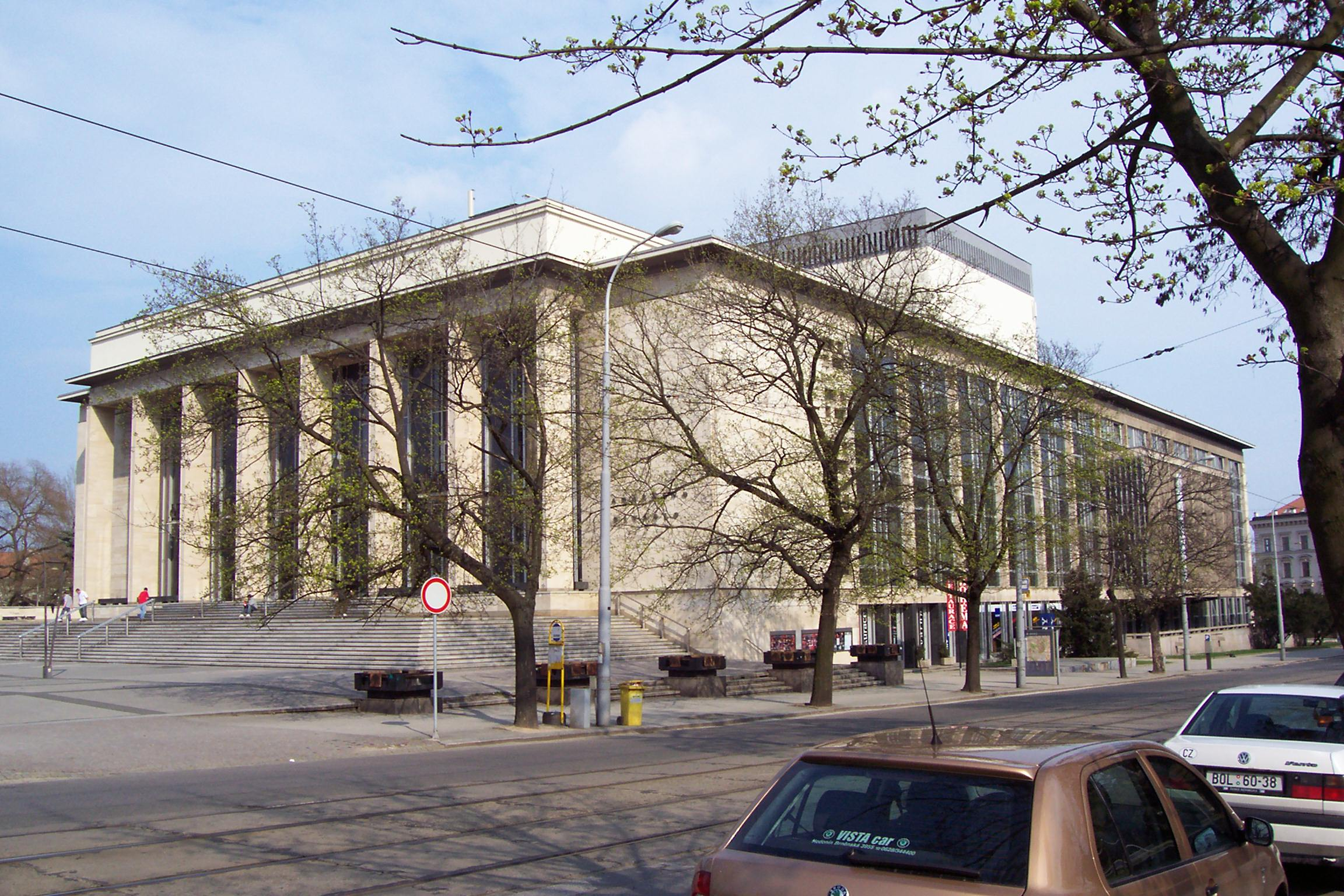
Janáček-teatern

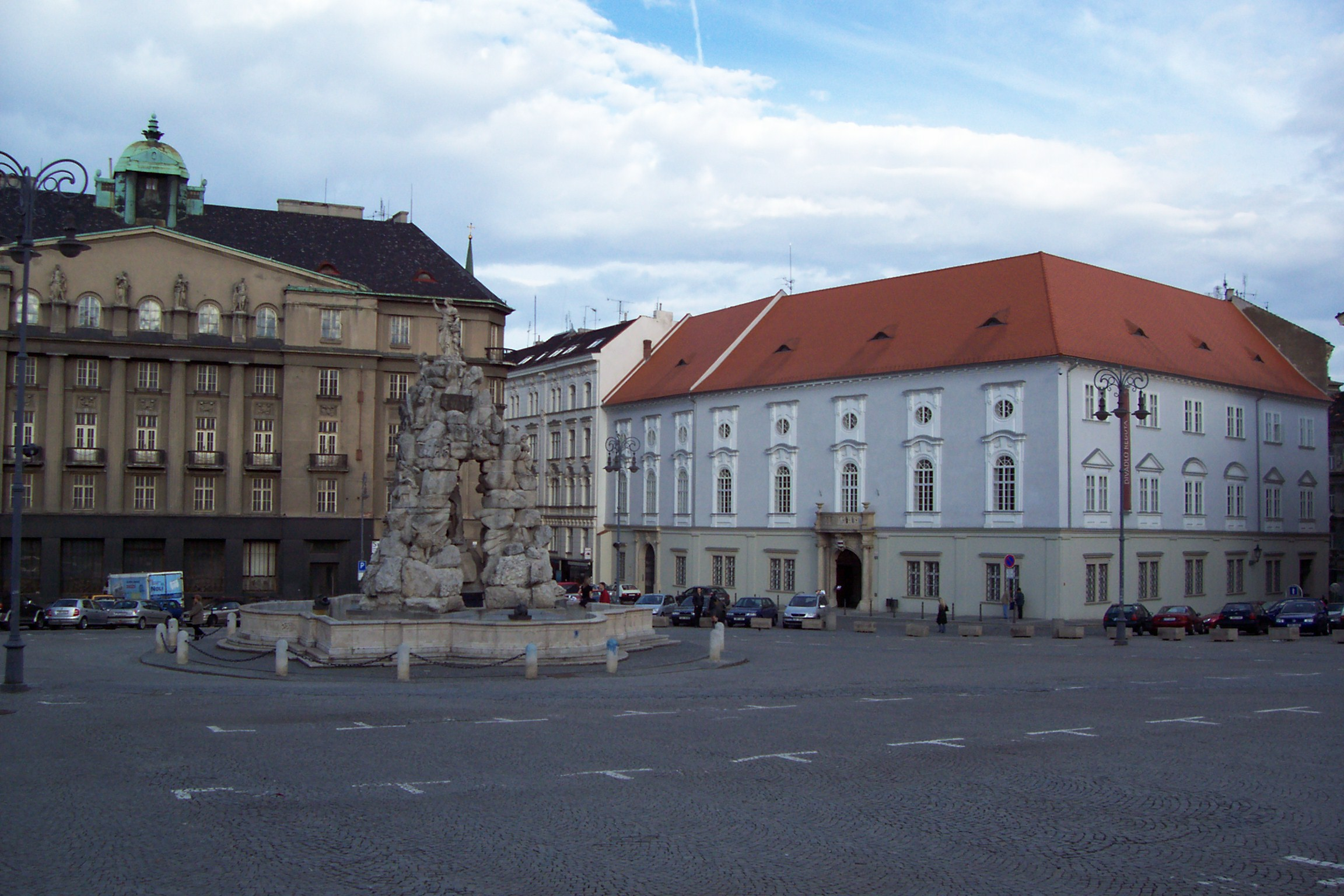
Redutateatern (till höger)

Nationalteatern i Brno, (tjeckiska: Národní divadlo v Brně är den främsta teaterinstitutionen i Brno. Den grundades 1884 efter förebilder från Nationalteatern i Prag.
Idag består den av tre scener
- Mahenteatern (drama), ursprungligen en tyskspråkig teater som stod färdig 1882. Det var den första teatern i Europa med elektrisk belysning, projekterad av Thomas Alva Edison själv.
- Janáček-teatern (opera, balett) - modern byggnad från 1961–1965.
- Redutateatern är den äldsta teaterbyggnaden i Centraleuropa, nyligen renoverad. I december 1767 gav den tolvårige Mozart en konsert här.